# USDC
Це стаття про криптовалюту. Про валюту США див. Долар США.
USD Coin (USDC) — централізована криптовалюта, ціна якої прив'язана до долара США (стейблкоїн).
USDC управляється консорціумом Centre, який був заснований компанією Circle. Консорціум включає членів криптовалютного сервісу обміну Coinbase та майнінгової компанії Bitmain, інвестора компанії Circle. USDC є варіантом приватних грошей, не являє собою цифрову валюту центрального банку.
За заявою Circle, кожна монета USDC забезпечена доларом, що є в резерві, або іншими «затвердженими інвестиціями», хоча вони не деталізовані. У червні 2021 року формулювання криптовалюти на веб-сайті Circle змінилося з «забезпеченою доларами США» на «забезпечену повністю зарезервованими активами».
Обмін долара США на USDC відбувається у три етапи:
1. Користувач надсилає долари США на банківський рахунок емітента монети.
2. Емітент використовує смарт-контракт для створення еквівалентної кількості USDC.
3. USDC надсилаються користувачеві, а долари США зберігаються в резерві.

Викуп USDC за долари США відбувається у зворотному порядку.
Запаси USDC регулярно атестуються (але не аудитуються) компанією Grant Thornton LLP. Щомісячні атестації можна знайти на веб-сайті Center Consortium.
Серед інвесторів у USDC присутні великі інвестиційні фонди: BlackRock та Fidelity Investments.

## Історія
Вперше про створення USDC було оголошено компанією Circle 15 травня 2018, а запущена криптовалюта була у вересні 2018 року.
29 березня 2021 року Visa оголосила, що дозволить використовувати USDC для розрахунків по транзакціях у своїй платіжній мережі.
За заявою Circle, станом на грудень 2021 року у обігу перебувало 42,5 мільярда USDC.